# پایگاه هوایی هسینچو
پایگاه هوایی هسینچو (به انگلیسی: Hsinchu Air Base) یک فرودگاه نظامی است که یک باند فرود بتن و آسفالت دارد و طول باند آن ۳۶۴۴ متر است. این فرودگاه در کشور تایوان قرار دارد و در ارتفاع ۸ متری از سطح دریا واقع شده‌است.